# Liurana medogensis
Espèce
Synonymes
- Liurana medogensis Fei, Ye & Huang, 1997
- Ingerana medogensis (Fei, Ye & Huang, 1997)
- Limnonectes medogensis (Fei, Ye & Huang, 1997)

Statut de conservation UICN

 DD  : Données insuffisantes
Liurana medogensis est une espèce d'amphibiens de la famille des Ceratobatrachidae.

## Répartition
Cette espèce se rencontre :
- en Chine au Tibet dans le xian de Mêdog entre 2 700 et 3 200 m d'altitude ;
- en Inde en Arunachal Pradesh à Basar dans le district du Siang occidental et à Pange dans le district du bas Subansiri entre 950 et 2 500 m d'altitude.

## Étymologie
Son nom d'espèce, composé de medog et du suffixe latin -ensis, « qui vit dans, qui habite », lui a été donné en référence au lieu de sa découverte, le xian de Mêdog.

## Publication originale
- Fei, Ye & Huang, 1997 : Taxonomic studies of the genus Liurana of China including descriptions of a new species (Amphibia: Ranidae). Cultum Herpetologica Sinica, vol. 6, no 7, p. 75-80.